# Тищенко, Борис Иванович
Бори́с Ива́нович Ти́щенко (23 марта 1939, Ленинград — 9 декабря 2010, Санкт-Петербург) — советский и российский композитор. Народный артист РСФСР (1987).

## Биография
Родился 23 марта 1939 года в Ленинграде.
В 1957 году окончил Музыкальное училище при ЛГК имени Н. А. Римского-Корсакова, ученик Г. И. Уствольской, в 1962 году — ЛГК имени Н. А. Римского-Корсакова. Занимался по композиции у В. Н. Салманова, В. Волошинова и О. А. Евлахова. Обучался у Д. Д. Шостаковича в аспирантуре (1965), посвятил ему впоследствии Симфонии № 3 и 5. Как пианист в консерватории учился у А. Логовинского. С 1965 года работал в Санкт-Петербургской государственной консерватории имени Н. А. Римского-Корсакова (с 1980 — доцент, с 1986 — профессор). Воспитал ряд известных композиторов. Написал произведения в самых различных жанрах. Также автор статей, рецензий, брошюр, аннотаций. В творчестве тяготел к драматичности и эпичности, большинство сочинений — крупного масштаба. Продолжал традиции симфонизма Д. Д. Шостаковича. Музыковед В. Н. Холопова писала о его творчестве: «В лучших и наиболее своеобразных произведениях Тищенко видна характерная для него драматургическая фабула, которая включает следующие этапы: первый — вызревание в органически растущей однородности внутреннего контраста, второй — достижение кризисной кульминационной точки нагромождением или, наоборот, распадом материала, третий — отчуждение этого материала, сопоставление его с чем-то совсем далёким и непредсказуемым <…>, четвёртый этап — переоценка ценностей, переход в другое измерение — от мира объективных событий в мир чисто нравственных представлений». Нередко в качестве пианиста выступал с исполнением собственных сочинений. Среди других интерпретаторов его музыки М. Ростропович, В. Либерман, И. Монигетти, В. Поляков, С. Стадлер.
9 декабря 2010 года скончался от рака на 72-м году жизни. Похоронен в Санкт-Петербурге на Литераторских мостках Волковского кладбища.

## Личная жизнь
Был женат на органистке и клавесинистке Анастасии Браудо (род. 1942), дочери органиста Исайи Браудо (сын Дмитрий), певице Галине Мирошниченко (сын Всеволод) и, в течение последних 33 лет жизни на Ирине Донской — арфистке, профессоре Санкт-Петербургской консерватории, авторе книги воспоминаний о Борисе Тищенко; в браке сын Андрей.

## Признание и награды
- Лауреат Международного конкурса молодых композиторов «Пражская весна» (1966)
- Государственная премия РСФСР имени М. И. Глинки (1978) — за «Симфонию мужества», концерт для флейты, фортепиано и струнного оркестра и 5-ю симфонию, посвящённую памяти Д. Д. Шостаковича
- Заслуженный деятель искусств РСФСР (1978)
- Народный артист РСФСР (1987)
- премия мэра Санкт-Петербурга (1995)
- орден «За заслуги перед Отечеством» IV степени (2002) — за большой вклад в развитие музыкального искусства[7]
- премия Правительства Российской Федерации в области культуры (2008) — за создание цикла «Данте-симфонии» под общим названием «Беатриче»[8]
- Родион Щедрин: «Борис Тищенко — великий композитор, его имя ещё вернётся и на наши скрижали, и мировые скрижали»
- Роман Рудица: «Среди произведений Тищенко есть такие, которые поражают открытиями, лиризмом, совершенством (последнее в особенности действительно для Седьмой симфонии)»[9]
- Посвящение Б. Тищенко (из цикла стихов). Владимир Левинзон «Под снегом косым», М., 1994

## Основные сочинения
- 8 симфоний
- «Реквием» на стихи А. Ахматовой
- Requiem Aeternam памяти принцессы Таиланда Гальяни Вадхана
- 9 концертов для разных солирующих инструментов
- Соната для блок-флейт и органа
- 3 балета («Муха-Цокотуха» по К. И. Чуковскому, «Двенадцать» по А. А. Блоку (1964), «Ярославна» по «Слову о полку Игореве»)
- Опера «Краденое солнце»
- Оперетта «Тараканище» по К. И. Чуковскому
- Музыка к театральным постановкам и кинофильмам.
- 11 фортепианных сонат
- 6 струнных квартетов
- Фортепианный квинтет
- «Портреты» для фортепиано в 4 руки
- «Инвенции» и другие сочинения для органа
- Хореосимфоническая циклиада «Беатриче» (цикл из пяти симфоний для большого симфонического оркестра, музыкальное воплощение «Божественной комедии» Данте)
- Концерт для флейты, фортепиано и струнных